# Émile Mota Ndongo Kang
 Emile Mota Ndongo Khang  est un homme politique de la république démocratique du Congo et Ministre national honoraire de l'agriculture, pêche et élevage au sein du gouvernement Matata II ,. il fut aussi Professeur des universites en Republique democratique du Congo.  sa dernierre fonction occupee fut celle de recteur de luniversite M'siri 1er a bunkeya.